# Membres del complot del 20 de juliol

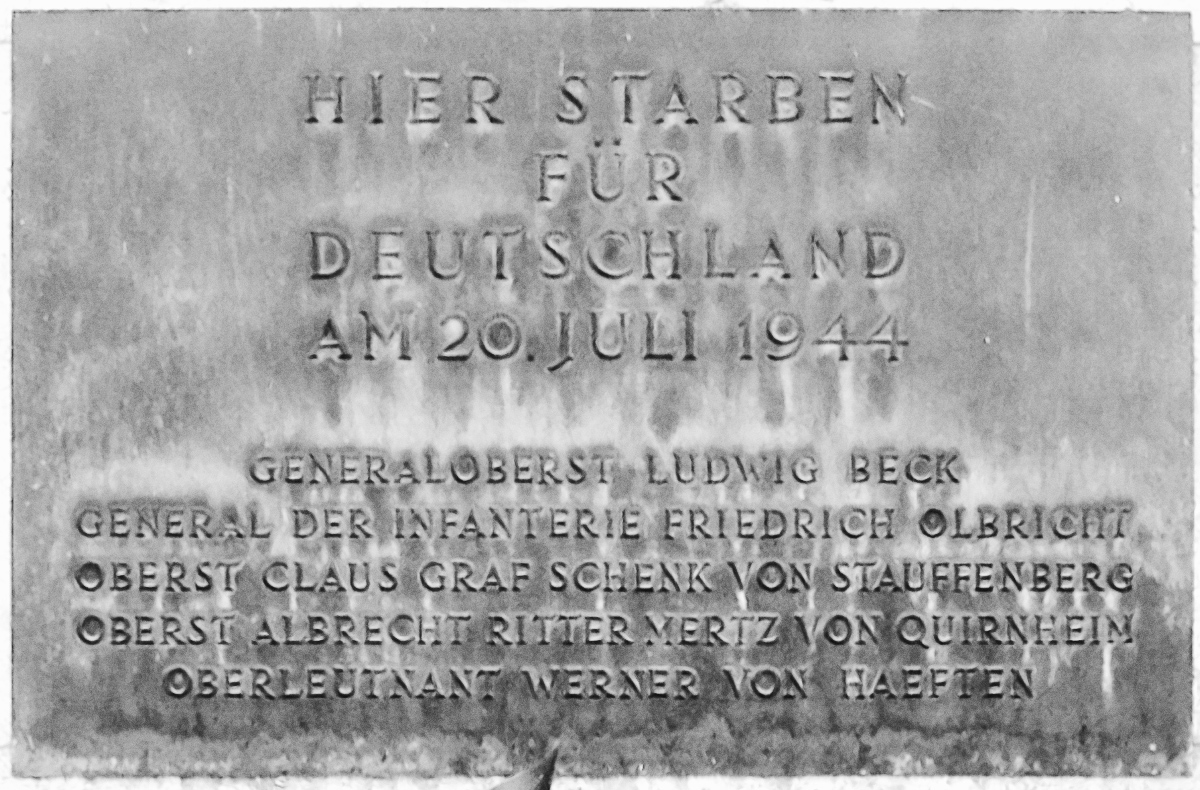
Memorial al Bendlerblock: "Ací van morir per Alemanya el 20 de juliol de 1944" (seguit pel nom dels principals conspiradors)

Aquesta és una relació dels membres del complot del 20 de juliol, un cop d'estat que incloïa assassinar Adolf Hitler que fracassà. Com a mínim 7.000 persones van ser detingudes per la Gestapo. D'acord amb els registres de les "Conferències del Führer en afers navals", 4.970 persones van ser executades. De totes aquestes persones, realment eren poques les que estaven realment involucrades.
Hitler ordenà que els principals conspiradors "fossin penjats com el bestiar"; i així, a la presó de Plötzensee se'ls executà penjant-los de cordes de piano en ganxos de bestiar. Entre els executats hi havia dos mariscals de camp, 19 generals, 26 coronels, 2 ambaixadors, 7 diplomàtics, 1 ministre, 3 secretaris d'estat i el cap de la Policia del Reich.

## A
- Coronel Otto Armster (1891-1957), cap de l'oficina de contraintel·ligència ("Abwehr") a Viena; detingut el 23 de juliol de 1944.

## B
- Coronel General Ludwig Beck, anterior comandant de l'Estat Major General (1880–1944). Se suïcidà voluntàriament en fracassar el complot. Havia de ser detingut mentre que d'altres detingut eren executats sota les ordres de Friedrich Fromm.
- Tinent Coronel Robert Bernardis (1908–1944) executat el 8 d'agost de 1944
- Comte Albrecht Graf von Bernstorff, anterior conseller d'ambaixada (1890–1945); executat per un escamot d'afusellament al quarter general de la Gestapo, 22 d'abril de 1945[5]
- Comte Gottfried Graf von Bismarck-Schönhausen, civil governor of Potsdam (1901–1949)
- Major Comte Hans-Jürgen von Blumenthal (1907–1944);
- Tinent Coronel (Estat Major General) Hasso von Boehmer (1904–1945)
- Tinent Coronel Baró Georg von Boeselager, oficial de cavalleria (1915–1944)
- Tinent Coronel Baró Philipp von Boeselager, oficial de cavalleria (1917–2008)
- Eugen Bolz, anterior Staatspräsident de Württemberg (1881–1945)
- Dietrich Bonhoeffer, pastor i teòleg (1906–1945); executat per les SS
- Klaus Bonhoeffer, advocat (1901–1945); executat per la Gestapo, 22 d'abril de 1945[5]
- Randolph von Breidbach-Bürresheim
- Dr. Eduard Brücklmeier, conseller de legació (1903–1944)
- Major Baró Axel Freiherr von dem Bussche-Streithorst (1919–1993); planejà assassinar Hitler mitjançant una bomba suïcida[6]

## C
- Oscar Caminecci, granger
- Almirall Wilhelm Canaris, Cap de la Intel·ligència Militar Alemanya ("Abwehr") (1887–1945); penjat al camp de concentració de Flossenburg, 9 d'abril de 1945[7]
- Walter Cramer, industrial; penjat a la presó de Plötzensee, 14 de novembre de 1944

## D
- Professor Alfred Delp, Pater S.J. (1907–1945); executat el 2 de febrer de 1945[8]
- Dr. Wilhelm Dieckmann, funcionari a un ministeri
- Heinrich Graf zu Dohna-Schlobitten, oficial militar i terratinent
- Jutge Hans von Dohnanyi (1902–1945); detingut per traïcició, 1943; executat el 9 d'abril de 1945[9]
- Tinent Hans Martin Dorsch
- Captità Max-Ulrich Graf von Drechsel

## E
- Professor Fritz Elsas, anterior tinent d'alcalde de Berlín
- Tinent (Estat Major General) Karl-Heinz Engelhorn
- Tinent-Coronel Hans Otto Erdmann

## F
- Baró General Alexander von Falkenhausen, comandant militar de Bèlgica i el nord de França (1878–1966); alliberat per les tropes americanes de Niederhorf el 4 de maig de 1945, abans que la Gestapo l'executés; empresonat fins al 1951 per crims de guerra[7]
- General Erich Fellgiebel, cap de comunicacions militars (1886–1944); encarregat de tallar les comunicacions el 20 de juliol, penjat el 10 d'agost de 1944
- Coronel (Estat Major General) Eberhard Finckh (1899–1944)
- Professor Max Fleischmann
- Reinhold Frank, advocat
- Ehrengard Frank-Schultz
- Coronel (Estat Major General) Wessel von Freytag-Loringhoven (1899–1944), que proveí dels explosius per a l'atemptat
- Walter Frick, salesman
- Coronel General Friedrich Fromm (1888–1945). Coneixedor de la conspiració, traí i executà conspiradors, incloent a Stauffenberg, el 20 de juliol. Va ser detingut per ordre de Himmler l'endemà, i executat per un escamot d'afusellament per "covardia" el 19 de març de 1945[10]

## G
- Major General Reinhard Gehlen
- Capità Ludwig Gehre
- Major General Rudolf Christoph Freiherr von Gersdorff (1905–1980), cap d'intel·ligència del Mariscal Günther Kluge, planejà un atac suïcida mitjançant una bomba pel 21 de març de 1943[11]
- Eugen Gerstenmaier (1906–1986), Conseller de Consistori, posteriorment Portaveu del Bundestag
- Hans Bernd Gisevius (1904–1974)
- Erich Gloeden, arquitecte (n. el 23 d'agost de 1888 a Berlin); i Elisabeth Charlotte Gloeden, la seva esposa, guillotinat el 30 de novembre de 1944, a la presó de Plötzensee.
- Dr. Carl Friedrich Goerdeler (1884–1945), anterior alcalde de Leipzig; detingut el 12 d'agost de 1944 a Konradswalde; penjat 2 de febrer de 1945[8]
- Fritz Goerdeler, tresorer of Königsberg; germà de Carl Goerdeler, penjat al febrer de 1945[8]
- Gereon Karl Goldmann (1916–2003) novici Franciscà, envià missatges codificats a la delegació alemanya a Roma.
- Coronel (Estat Major General) Helmuth Groscurth
- Nikolaus Gross, periodista (1898–1945)
- Karl Ludwig Freiherr von und zu Guttenberg (1902–1945) publicador de Les Pàgines Blanques des de 1934, organitzà la primera trobada de Carl Goerdeler i Ulrich von Hassell el 1939, detingut per la Gestapo després del 20 de juliol de 1944, assassinat el 23–24 d'abril de 1945

## H
- Max Habermann, cap del sindicat cristià.
- Hans Bernd von Haeften, funcionari al Ministeri d'Exteriors, executat el 15 d'agost de 1944 a la presó de Plötzensee
- Tinent Werner von Haeften (1908–1944); Ajudant de Claus Schenk Graf von Stauffenberg i company conspirador. Executat el 20 de juliol de 1944, per un escamot d'adusellament per ordres del General Fromm[12]
- Síndic Albrecht von Hagen (1904–1944)
- Coronel Kurt Hahn
- Nikolaus-Christoph von Halem (1905–1944), comerciant
- Eduard Hamm, anterior funcionari de ministeri (1879–1944)
- Coronel (Estat Major General) Georg Hansen[5]
- Coronel (Estat Major General) Bodo von Harbow
- Ernst von Harnack, anterior president de districte
- General-leutnant Paul von Hase, comandant de Berlin (1885–1944); entre els 8 primers jutjats al Tribunal del Poble; penjat el 8 d'agost de 1944[13]
- Ulrich von Hassell, anterior ambaixador a Itàlia (1881–1944); executat el 8 de setembre de 1944[8]
- Theodor Haubach, líder social-democrata
- Professor Albrecht-Georg Haushofer; executat per un escamot d'afusellament a la presó de la Gestapo, 23 d'abril de 1945[5]
- Major (Estat Major General) Egbert Hayessen
- Wolf-Heinrich Graf von Helldorf, cap de la policia de Berlín; executat el 15 d'agost de 1944 a la presó de Plötzensee[5]
- Major General Otto Herfurth; col·laborà i després traí als conspirators; penjat[14]
- Andreas Hermes, Antic minister de Menjar i Agricultura (1878–1964)
- Coronel General Erich Hoepner (1886–1944); estava entre els vuit primers que van ser penjats el 8 d'agost de 1944[13]
- Coronel Caesar von Hofacker (1896–1944); testimoni de l'execució del Mariscal Erwin Rommel[15]
- Major Roland von Hößlin
- Wilhelm Konrad Hossë
- Otto Hübener, director de l'empresa d'assegurances Jauch & Hübener, penjat el 21, 22 ó 23 d'abril de 1945

## J
- Coronel Friedrich Gustav Jaeger (1895–1944)
- Max Jennewein, tècnic
- Professor Jens-Peter Jessen
- Hans John, advocat
- Otto John (1909–1997), el 1954 mentre presidia la Protecció Constitucional, desertà a l'Alemanya Oriental.

## K
- Hermann Kaiser, mestre d'escola
- Jakob Kaiser, cofundador del CDU (1888–1961)
- Franz Kempner, funcionari de ministeri retirat (sots-secretari d'estat)
- Albrecht von Kessel, Diplomàtic
- Otto Kiep, (1886–1944), executat el 23 d'agost de 1944 a la presó de Plötzensee
- Georg Conrad Kißling, granger
- Tinent Coronel Bernhard Klamroth, executat el 15 d'agost de 1944, penjat a la presó de Plötzensee
- Hans Georg Klamroth, venedor (1898–1944); executat el 26 d'agost de 1944 a la forca de la presó de Plötzensee
- Capità Friedrich Karl Klausing (1920–1944)
- Ewald von Kleist-Schmenzin (1890–1945) executat el 16 d'abril de 1945[6]
- Tinent Ewald-Heinrich von Kleist-Schmenzin. Nascut el 1922, darrer supervivent del complot del 20 de juliol.
- Major Gerhard Knaack
- Dr. Hans Koch, advocat (1893–1945)
- Heinrich Körner, líder sindical.
- Tinent Commandant Alfred Kranzfelder
- Richard Kuenzer, diplomàtic
- Batlle Joachim Kuhn, (1913–1994)
- Elise Auguste Kutznitzki, nascuda von Liliencron
- Elizabeth Kuznitzky, guillotinada el 30 de novembre de 1944 a la presó de Plötzensee

## L
- Tinent Coronel Fritz von der Lancken, director d'escola
- Carl Langbehn, advocat
- Dr. Julius Leber, politic social-demòcrata (1891–1945)
- Comte Heinrich Graf von Lehndorff-Steinort, landowner. Executat el 4 de setembre de 1944[16]
- Dr. Paul Lejeune-Jung (1882–1944), executat el 8 de setembre de 1944, a la presó de Plötzensee
- Major Ludwig Freiherr von Leonrod
- Bernhard Letterhaus, cap de la Comunitat de Treballadors Catòlics (1894–1944)
- Franz Leuninger, anterior secretari General de l'Associació de Treballadors del Metall Cristians
- Wilhelm Leuschner, dirigent social-demòcrata, anterior ministre de l'interior de Hesse, executat el 29 de setembre de 1944, a la presó de Plötzensee
- General d'Artilleria Fritz Lindemann
- Coronel (Estat Major General) Ottfried von Linstow
- Paul Löbe (1875–1967)
- Ewald Loeser (1888–1970)
- Ferdinand Freiherr von Lüninck, Governador de Westfàlia
- Wilhelm Graf zu Lynar

## M
- Hermann Maaß, dirigent social-demòcrata, executat el 20 d'octubre de 1944 a la presó de Plötzensee
- Coronel Comte Rudolf Graf von Marogna-Redwitz, executat el 12 d'octubre de 1944, a la presó de Plötzensee
- Karl Marks, comerciant
- Michael Graf von Matuschka, President de Districte, executat el 14 de setembre de 1944 a la presó de Plötzensee
- Coronel Joachim Meichßner, executat el 29 de setembre de 1944 a la presó de Plötzensee
- Tinent Coronel (Estat Major General) Karl Michel
- Carlo Mierendorff, SPD (1897–1943)
- Joseph Müller, executat l'11 de setembre de 1944 a la presó de Brandenburg-Gőrden
- Dr. Otto Müller, prelat
- Herbert Mumm von Schwarzenstein, Diplomàtic
- Tinent Coronel Ernst Munziger

## N
- Arthur Nebe, Cap de la Policia Nacional, executat el 2 de març de 1945 a la presó de Plötzensee
- Wilhelm zur Nieden, funcionari del govern local, afusellat per la Gestapo el 23 d'abril de 1945

## O
- Major (Estat Major General) Hans-Ulrich von Oertzen
- General Friedrich Olbricht (1880–1944) Executat per ordre del Coronel General Fromm el 20 de juliol de 1944[17]
- Major General Hans Oster penjat a Flossenburg amb l'almirall Canaris el 9 d'abril de 1945[7]

## P
- Friedrich Justus Perels, conseller legal de l'Església Confessant
- Erwin Planck, anterior sots-secretari d'estat (Max Planck's son)
- Kurt Freiherr von Plettenberg, plenipotenciari de l'anterior Casa Reial de Prússia (se suïcidà el 10 de març de 1945; mentre estava detingut per la Gestapo)
- Dr. Johannes Popitz, ministre de Finances de Prússia; executat el 2 de febrer de 1945 a la presó de Plőtzensee[8]

## Q
- Coronel Ritter Albrecht Mertz von Quirnheim (1905–1944) per ordre del Coronel General Fromm el 20 de juliol de 1944[17]

## R
- Cuno Raabe, advocat (1888–1971)
- General Friedrich von Rabenau, executat el 15 d'abril de 1945 al camp de concentració de Flossenbŭrg
- Tinent Coronel (Estat Major General) Karl Ernst Rathgens
- Professor Adolf Reichwein, dirigent social-demòcrata, executat el 20 d'octubre de 1944 a la presó de Plőtzensee
- Gerhard Ritter
- Coronel Alexis Freiherr von Roenne, executat el 12 d'octubre de 1944 a la presó de Plőtzensee
- Generalfeldmarschall Erwin Rommel, 14 d'octubre de 1944, tot i que no estava personalment implicat es creia que tenia coneixement del complot, va ser obligat a suïcidar-se per Hitler

## S
- Karl Sack, Jutge Advocat General de l'Exèrcit (1896–1945)[18] executat el 9 d'abril de 1945 al camp de concentració de Flossenbürg
- Tinent Coronel (Estat Major General) Joachim Sadrozinski
- Anton Saefkow, enginyer mecànic[19]
- Major Comte Hans-Viktor Graf von Salviati
- Tinent Fabian von Schlabrendorff
- Professor Rüdiger Schleicher, afusellat el 23 d'abril de 1945 a Berlin
- Ernst Wilhelm Schneppenhorst, anterior dirigent sindical
- Friedrich Scholz-Babisch, granger, executat el 13 d'octubre de 1944 a la presó de Plötzensee
- Coronel Hermann Schöne
- Tinent Coronel Werner Schrader
- Comte Friedrich Werner Graf von der Schulenburg, ambaixador. Executat el 10 de novembre de 1944[20]
- Fritz-Dietlof Graf von der Schulenburg, president de districte. Penajt el 10 d'agost de 1944[21]
- Coronel de l'Estat Major General Georg Schultze-Büttger
- Ludwig Schwamb, dirigent social-demòcrata, executat el 23 de gener de 1945 a la presó de Plötzensee
- Ulrich Wilhelm Graf Schwerin von Schwanenfeld, terratinent
- Hans-Ludwig Sierks, funcionari
- Tinent Coronel (Estat Major General) Günther Smend, executat el 8 de setembre de 1944 a la presó de Plötzensee
- General Hans Speidel, cap de l'estat major de Rommel
- Franz Sperr, legate, executat 23 de gener de 1945 a la presó de Plötzensee
- Coronel Wilhelm Staehle
- Berthold Schenk von Stauffenberg, advocat i germà del coronel Claus von Stauffenberg, penjat el 10 d'agost de 1944
- Claus Schenk von Stauffenberg, Coronel de l'Estat Major General) i germà de Berthold Schenk von Stauffenberg, afusellat a Bendlerblock
- Coronel de l'Estat Major General Hans-Joachim Freiherr von Steinaecker
- Major General Helmuth Stieff, executat el 8 d'agost de 1944 a la presó de Plötzensee
- Theodor Strünck, director d'assegurances
- Coronel General Carl-Heinrich von Stülpnagel, executat el 30 d'agost de 1944 a la presó de Plötzensee
- Major Carl Szokoll

## T
- Tinent Coronel Gustav Tellgmann
- Elisabeth von Thadden, professora d'escola, executada el 8 de setembre de 1944 a la presó de Plötzensee
- Tinent General Fritz Thiele, executat el 4 de setembre de 1944 a la presó de Plötzensee
- Major Busso Thoma, executat el 23 de gener de 1945 a la presó de Plötzensee
- General Georg Thomas
- General Karl Freiherr von Thüngen
- Tinent Coronel Gerd von Tresckow
- Major General Henning von Tresckow (1901–1944), se suïcidà el 21 de juliol de 1944
- Adam von Trott zu Solz, conseller de legació, executat el 26 d'agost de 1944 a la presó de Plötzensee

## U
- Coronel (retirat) Nikolaus Graf von Üxküll-Gyllenband, 14 de setembre de 1944, Presó de Plötzensee

## V
- Fritz Voigt, anterior president de la policia a Breslau, executat l'1 de març de 1945 a la presó de Plötzensee
- Tinent Coronel Hans-Alexander von Voss

## W
- Generalquartiermeister de l'exèrcit Eduard Wagner
- Coronel Siegfried Wagner
- Capellà Hermann Josef Wehrle, executat el 14 de setembre de 1944 a la presó de Plötzensee
- Carl Wentzel, executat el 20 de desembre de 1944 a la presó de Plötzensee
- Joachim von Willisen, guardabosc
- Josef Wirmer, advocat, executat el 8 de setembre de 1944 a la presó de Plötzensee
- Oswald Wiersich, labour union leader, executat l'1 de març de 1945 a la presó de Plötzensee
- Field Marshal Erwin von Witzleben; executat el 8 d'agost de 1944 a la presó de Plötzensee

## Y
- Peter Yorck von Wartenburg, funcionari de ministeri, executat el 8 d'agost de 1944 a la presó de Plötzensee

## Z
- General Gustav von Ziehlberg, secretari d'estat